# 奧萬大溫泉
23°56′37″N 121°11′06″E / 23.943740°N 121.185008°E
奧萬大溫泉位於臺灣南投縣仁愛鄉親愛村，溫泉群分布在萬大南溪和萬大北溪交會點，主要的溫泉分別為北溪溫泉和南溪溫泉。依地質分類屬於中央山脈板岩區的變質岩溫泉。

## 泉質
奧萬大溫泉泉質清澈無色，可飲用，水溫約53℃，酸鹼值約pH7.8，碳酸氫根離子約701ppm，鈉離子約210ppm，屬於中性碳酸氫鈉泉。